# دنیس ارندراک
دنیس ارندراک (اوکراینی: Денис Євгенович Арендарук؛ زادهٔ ۱۶ آوریل ۱۹۹۶) بازیکن فوتبال اهل اوکراین است.
وی همچنین در تیم‌های ملی فوتبال Ukraine national under-16 football team, Ukraine national under-17 football team, Ukraine national under-18 football team, Ukraine national under-19 football team، زیر ۲۰ سال اوکراین، و زیر ۲۱ سال اوکراین بازی کرده‌است.